# Dicnemon aneitense
Dicnemon aneitense là một loài rêu trong họ Dicnemonaceae. Loài này được Broth. & Watts B.H. Allen mô tả khoa học đầu tiên năm 1989.